# Угринівський музей
Угринівський музей — скорочена назва Угринівського музею імені родини Марчаків, комунального закладу Новицької сільської громади Калуського району Івано-Франківської області. Створення його розпочалось рішенням сільської ради, прийнятим з ініціативи місцевої громадської організації «Бандерівське Земляцтво» у 2003 р., з нагоди 400-річчя першої письмової згадки про села Середній Угринів. Спочатку була оформлена музейна кімната у приміщенні Народного Дому по вул. Шевченка, 123. У 2008 р. за участі сільських голів зі споріднених сіл — Угриновів Львівської та Тернопільської областей, а також Тисменецького і Рожнятівського районів Івано-Франківської області відбулось урочисте відкриття першої експозиції музею, сформованої на основі матеріалів, зібраних у Старому і Середньому Угриновах, а також під час «Угринівських фестин», окремо було представлено документи про діяльність органів самоврядування, спортивні здобутки угринівців, культурне життя громади.
Музей носить ім'я родини священника о. Володимира Марчака, який багато років був парохом Середнього Угринова, товаришував з о. Андрієм Бандерою, як і його сини: Роман та Василь.
Першими завідувачами музею були Ольга Перегіняк, Наталія Тимків. З часу офіційної державної реєстрації (жовтень 2010 р.) директором музею призначена Христина Петрич. За участю музею підготовлено й проведено ряд культурно-масових заходів, на пошану визначних земляків: Степана Бандери, членів його родини, Григорія Перегіняка- командира Першої сотні УПА на Волині, Романа Марчака — провідника ОУН Житомирщини, Василя Костіва («Верховинця») — видатного фольклориста, композитора, Миколи Саєвича — просвітянина, вченого, сотника УГА та ін. Зібрано й опубліковано матеріали з історії «Угриновії», видано кілька випусків «Угринівського Літопису», розроблено символіку громади (герб, прапор, гімн), зареєстровано наявні на території сіл пам'ятки та визначні місця, ведеться робота з їхньої популяризації.
Планується створення філій музею в кожному із сіл, що носить назву Угринів у різних регіонах Західної України, проведення науково-практичної конференції.
Адреса музею: вул. М.Перепічки, 1, с. Середній Угринів, Калуського району, Івано-Франківської області, Україна, 77363.